# Vigo di Fassa

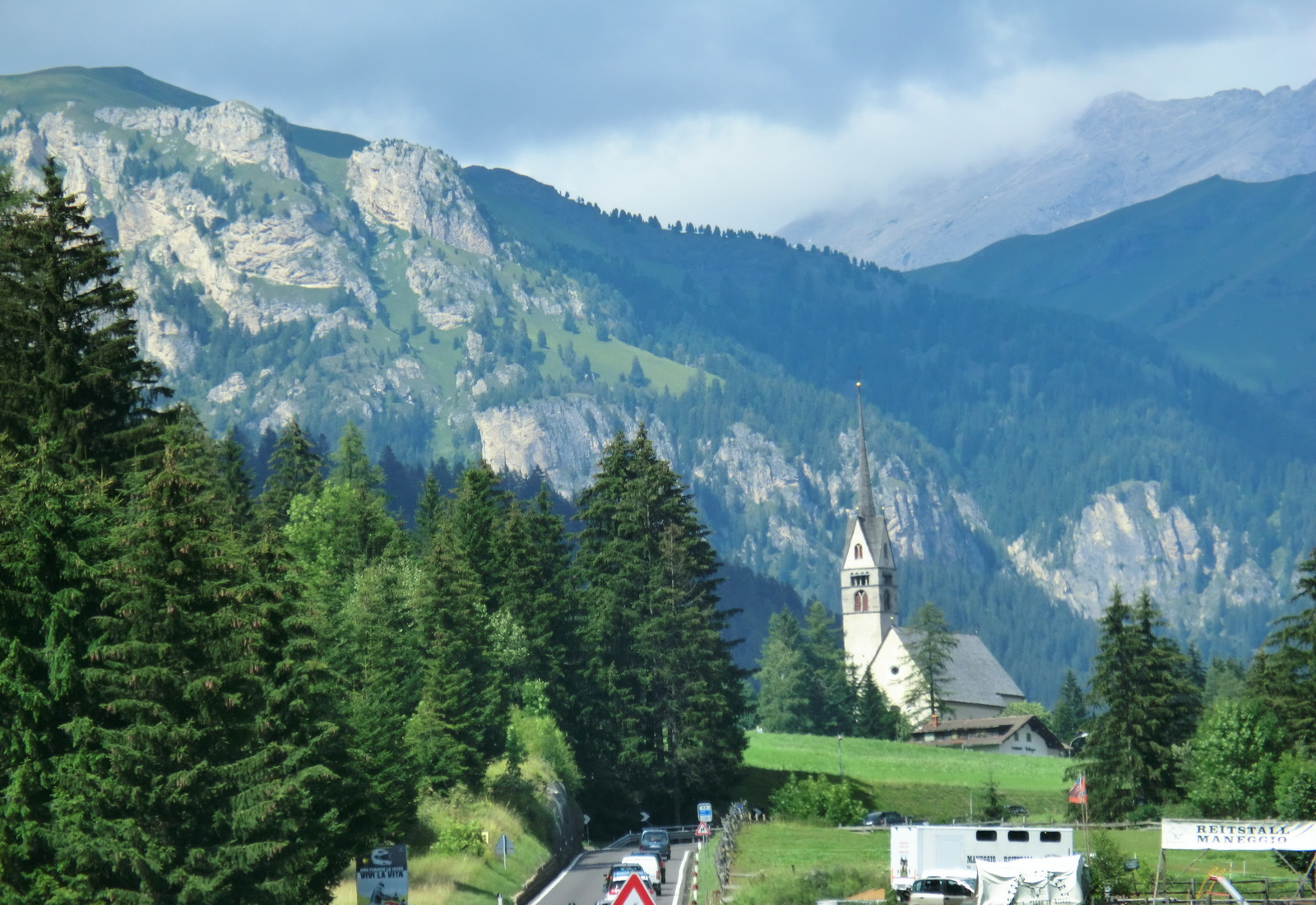

Vigo di Fassa (lld. Vich (de Fascia)) – miejscowość i gmina we Włoszech, w regionie Trydent-Górna Adyga, w prowincji Trydent.
Według danych na rok 2004 gminę zamieszkiwały 1054 osoby, 40,5 os./km².